# Wojciech Dunin Wąsowicz
Wojciech Dunin Wąsowicz herbu Łabędź – cześnik kamieniecki w latach 1704-1710, rotmistrz wojska powiatowego województwa sandomierskiego w 1703 roku.